# Teodora Matejko

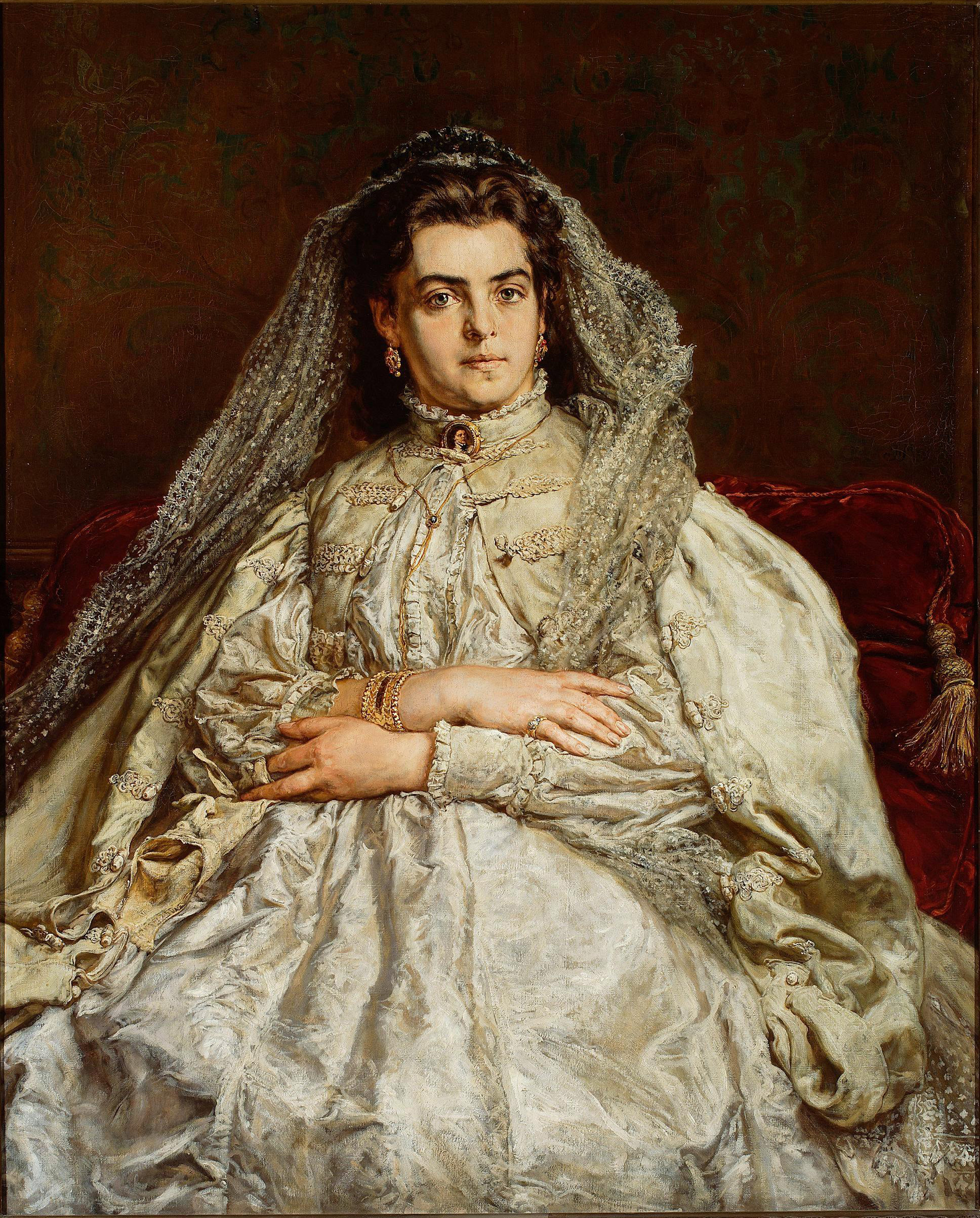
Teodora Matejko

Teodora Matejko geborene Giebułtowska (* 1846; † 25. August 1896 in Krakau) war die Gattin des polnischen Malers Jan Matejko und Tochter von Antoni Giebułtowski und Paulina Sikorska.
Am 21. November 1864 heiratete sie Jan Matejko. Nach der Heirat zog sie nach Krakau, wo sie fünf Kinder bekam: Tadeusz, Helena, Beata, Jerzy und Regina. Die jüngste Tochter starb kurz nach der Geburt. Bald nach der Heirat erkrankte Matejkowa an Diabetes und in den späteren Jahren an psychischen Störungen. Sie stand ihrem Mann oft Modell für Gemälde, meist als Bona Sforza, oder Barbara Radziwiłł.